# Bahngeschwindigkeit (Astronomie)
Als Bahngeschwindigkeit bezeichnet man in der Himmelsmechanik die Geschwindigkeit, mit der sich ein astronomisches Objekt im Weltraum fortbewegt. Bei Umlaufbahnen spricht man auch von Orbitalgeschwindigkeit oder Umlaufgeschwindigkeit.
Die Bewegung wird in einem geeigneten Koordinaten- oder Bezugsystem angegeben, im Regelfall im Schwerpunktsystem der beteiligten Himmelskörper:
- Baryzentrum des Sonnensystems bei Planeten, Asteroiden und Kometen
- Baryzentrum des Erde-Mond-Systems oder des betreffenden Planeten
- Galaktisches Zentrum für Bewegungen innerhalb der Milchstraße
- oder einem genäherten Inertialsystem für spezielle Untersuchungen.

## Bahngeschwindigkeit der idealen Keplerbahn
Begegnet ein kleiner Körper im Weltall einem großen, so ist seine Bahnkurve infolge der Gravitation – im idealisierten Fall des Zweikörperproblems – eine Keplerbahn (Ellipse, Hyperbel oder Parabel) um den großen Himmelskörper bzw. um den gemeinsamen Schwerpunkt.
Aufgrund der Energieerhaltung ist die Bahngeschwindigkeit nicht konstant, sondern nimmt zu, wenn der Abstand zwischen den Körpern kleiner wird.
Johannes Kepler entdeckte, dass zwar Abstand und Bahngeschwindigkeit variieren, aber der Fahrstrahl (die Verbindungslinie zwischen Gravizentrum und umlaufendem Körper) in gleicher Zeit die gleiche Fläche überstreicht (Zweites Keplergesetz, Konstanz der Flächengeschwindigkeit). Seine Lösung gilt nur für das Zweikörperproblem (Keplerproblem) selbst, die Einschränkung auf kugelsymmetrische Körper und nur als nichtrelativistische Näherung. Außerdem gibt sie immer die Relativgeschwindigkeit bezüglich des Gravizentrums, nie eine absolute Geschwindigkeit an.
Für den Spezialfall eines kreisförmigen Orbits bringt die Anziehungskraft zwischen den Himmelskörpern jeweils gerade die für die Kreisbahn notwendige Zentripetalkraft auf, wodurch die Geschwindigkeit festgelegt (und betragsmäßig konstant) ist.
Die Strecke entlang der Keplerbahn, die für den direkten Weg-Zeit-Zusammenhang (Geschwindigkeit = Weg je Zeit {\displaystyle v=s/t}) gebraucht wird, besitzt nur in Spezialfällen eine analytische Lösung. Durch Betrachtung von kinetischer und potentieller Energie gelingt die Herleitung der Vis-Viva-Gleichung. Sie stellt eine Verbindung zwischen der Masse {\displaystyle M} des Zentralkörpers, der Gravitationskonstanten {\displaystyle G}, der großen Halbachse {\displaystyle a} der Umlaufellipse, der Entfernung {\displaystyle r} des umlaufenden Probekörpers und der Geschwindigkeit {\displaystyle v} dieses Probekörpers her:
{\displaystyle v={\sqrt {GM\left({\frac {2}{r}}-{\frac {1}{a}}\right)}}}
Unter Berücksichtigung der Masse {\displaystyle m} des umlaufenden Körpers gilt:
{\displaystyle v={\sqrt {G(M+m)\left({\frac {2}{r}}-{\frac {1}{a}}\right)}}}
Für die Kreisbahn und die Parabelbahn ergibt sich mit der Gesamtmasse {\displaystyle M}:
{\displaystyle v_{\mathrm {K} }={\sqrt {\frac {GM}{r}}}} … Kreisbahn, 1. kosmische Geschwindigkeit
{\displaystyle v_{\mathrm {P} }={\sqrt {\frac {2GM}{r}}}} … Fluchtgeschwindigkeit, 2. kosmische Geschwindigkeit
Unterhalb ({\displaystyle v<v_{\mathrm {K} }}) und oberhalb ({\displaystyle v>v_{\mathrm {P} }}) dieser beiden Grenzfälle liegen Spiral- und hyperbolische Bahnen (Sturz auf einen und Verlassen eines Himmelskörpers beziehungsweise Passagen). Zwischen den beiden Werten ({\displaystyle v_{\mathrm {K} }<v<v_{\mathrm {P} }}) ergeben sich Ellipsenbahnen.
Für die beiden Hauptscheitel der Ellipse gibt es aber auch analytische Lösungen:
{\displaystyle \omega _{\mathrm {pz} }=\omega _{\mathrm {m} }\cdot p^{2}/(a-e)^{2}} … Winkelgeschwindigkeit im Perizentrum (gravizentrumsnächster Punkt)
{\displaystyle \omega _{\mathrm {az} }=\omega _{\mathrm {m} }\cdot p^{2}/(a+e)^{2}} … Winkelgeschwindigkeit im Apozentrum (gravizentrumsfernster Punkt)
{\displaystyle \omega _{\mathrm {m} }} … mittlere Winkelgeschwindigkeit, Winkelgeschwindigkeit eines Körpers auf einer umlaufperiodengleichen Kreisbahn = mittlere Anomalie (nach Kepler) {\displaystyle \omega _{\mathrm {m} }=2\pi /T}
{\displaystyle T} … Umlaufdauer
{\displaystyle a} … große Halbachse der Bahnellipse
{\displaystyle e} … lineare Exzentrizität {\displaystyle e={\sqrt {a^{2}-b^{2}}}}
{\displaystyle p} … Halbparameter {\displaystyle p=b^{2}/a}
{\displaystyle b} … kleine Halbachse der Bahnellipse
Aus der Vis-Viva-Gleichung ergibt sich:
{\displaystyle v_{\mathrm {pz} }={\sqrt {GM(2/r_{\mathrm {pz} }-1/a)}}={\sqrt {GMp}}/r_{\mathrm {pz} }} … Perizentrumsgeschwindigkeit
{\displaystyle v_{\mathrm {az} }={\sqrt {GM(2/r_{\mathrm {az} }-1/a)}}={\sqrt {GMp}}/r_{\mathrm {az} }} … Apozentrumsgeschwindigkeit
Die Perizentrumsgeschwindigkeit ist die maximale, die Apozentrumsgeschwindigkeit die minimale Bahngeschwindigkeit. Da die Bewegung in den Hauptscheiteln tangential verläuft, ist in beiden Fällen der spezifische Drehimpuls bequem abzulesen, der auf der gesamten Bahn konstant ist:
{\displaystyle \rho =L/m=v_{\perp }\cdot r={\sqrt {GMp}}={\frac {2\pi }{T}}p^{2}}
Somit kann die Geschwindigkeit {\displaystyle v_{\mathrm {o} }=2r_{\mathrm {o} }\pi /T} eines äquivalenten Kreisorbits (mittlere Anomalie, jedoch mit gleichem spezifischen Drehimpuls {\displaystyle \rho }) mit {\displaystyle GM=\rho ^{2}/r_{o}=\rho v_{o}=v_{o}^{2}r_{o}} ermittelt werden:
{\displaystyle v_{\mathrm {o} }={\frac {\sqrt {v_{\mathrm {o} }^{2}r_{\mathrm {o} }p}}{r_{\mathrm {o} }}}\to r_{\mathrm {o} }=p\,\,{\text{und somit}}\,\,v_{\mathrm {o} }={\frac {\rho }{p}}={\frac {2\pi }{T}}{\frac {b^{2}}{a}}}
Durch Einsetzen von {\displaystyle GM/p=v_{\mathrm {o} }^{2}} ergibt sich die jeweilige Bahngeschwindigkeit mit der Entfernung {\displaystyle r'=2a-r} zum zweiten Brennpunkt:
{\displaystyle v={\sqrt {GM\left({\frac {2}{r}}-{\frac {1}{a}}\right)}}={\sqrt {v_{\mathrm {o} }^{2}p\cdot {\frac {2a-r}{a\cdot r}}}}=v_{\mathrm {o} }{\frac {b}{a}}{\sqrt {{\frac {2a}{r}}-1}}=v_{\mathrm {o} }{\frac {b}{a}}{\sqrt {\frac {r'}{r}}}}
In den Nebenscheiteln ergibt sich die Geschwindigkeit:
{\displaystyle v_{\mathrm {N} }=v_{\mathrm {o} }{\frac {b}{a}}={\frac {\rho }{b}}}

## Mittlere Orbitalgeschwindigkeit
Die mittlere Orbitalgeschwindigkeit ergibt sich aus dem Zusammenhang Weg pro Zeit. Der Umfang der Ellipse ist nicht geschlossen bestimmbar; es gilt mit dem elliptischen Integral 2. Art {\displaystyle E(k)}:
{\displaystyle {\bar {v}}={\frac {U(\varepsilon )}{T}}={\frac {4a}{T}}E(\varepsilon )={\frac {4a}{T}}{\int _{0}^{\pi /2}}{\sqrt {1-\varepsilon ^{2}\sin ^{2}(t)}}\,\mathrm {d} t={\frac {2\pi }{T}}a\left[1-{\frac {1}{4}}\varepsilon ^{2}-{\frac {3}{64}}\varepsilon ^{4}-{\frac {5}{256}}\varepsilon ^{6}-{\frac {175}{16384}}\varepsilon ^{8}+{\mathcal {O}}(\varepsilon ^{10})\right]}
Mit zunehmender Exzentrizität {\displaystyle \varepsilon } sinkt die mittlere Bahngeschwindigkeit bei gleichem spezifischen Drehimpuls {\displaystyle \rho }.
Eine einfache Näherung für die Umlaufgeschwindigkeit ist darüber hinaus
{\displaystyle {\bar {v}}\approx {\frac {\pi }{T}}(a+b)={\frac {\pi }{T}}\cdot a\left(1+{\sqrt {1-\varepsilon ^{2}}}\right)={\frac {U(\varepsilon )}{T}}-{\frac {2\pi a}{T}}{\frac {\varepsilon ^{4}}{64}}+{\mathcal {O}}(\varepsilon ^{6})},
die somit für kleine Exzentrizitäten genauer ist als der Abbruch nach dem in {\displaystyle \varepsilon } quadratischen Term.

## Orbitalgeschwindigkeiten künstlicher Erdsatelliten
Die Bahngeschwindigkeiten bei Satelliten, die nahezu kreisförmige Bahnen haben, beträgt, je nach Klasse des Satellitenorbits:
- auf Low Earth Orbits (LEO) oberhalb von 200 km Flughöhe etwa 7 km/s (25.000 km/h)
- auf Medium Earth Orbits (MEO) oberhalb von etwa 3.000 km unter 6 km/s
- auf geostationärem Orbit (GEO, 42.164 km Bahnradius, 35.786 km über Äquator) etwa 3 km/s (11.000 km/h)

Typische Trägerraketen leisten eine Antriebskapazität {\displaystyle \Delta v} von 7–11 km/s. Die Brenndauer des Systems ist ganz von der Technik, also dem Schub (Beschleunigung) abhängig, um dann insgesamt die nötige Geschwindigkeit (1. kosmische Geschwindigkeit der Erde) für eine stabile Bahn zu erreichen. Das gilt auch für die unten genannten Antriebssysteme.
Im Unterschied zum keplerschen Idealfall sind Satelliten besonders bei niedrigen Orbits einer deutlichen Bremskraft durch Reibung in der Hochatmosphäre unterworfen, wodurch die Bahnhöhe laufend sinkt und die mittlere Winkelgeschwindigkeit zunimmt. Daher wird standardmäßig zum Satellitenbahnelement Mittlere Bewegung {\displaystyle n} zumindest ein siebentes Bahnelement angegeben, etwa
- die Bremswirkung {\displaystyle {\dot {n}}/2} (als Änderung der mittleren Bewegung, Sinkrate)
- oder ein ballistischer Koeffizient {\displaystyle B^{*}}, über den sich der Geschwindigkeitsverlust berechnen lässt.

Um aber dem Wiedereintritt (Verglühen in der Atmosphäre) vorzubeugen, müssen regelmäßig Bahnkorrekturen vorgenommen werden. Deshalb sind viele Satelliten mit Antriebssystemen ausgestattet, deren Brennstoffvorrat aber die Lebensdauer begrenzt. Sie leisten 10–600 m/s, also ein 10.000stel bis 10tel der Trägerrakete, je nach Bahnhöhe der Mission.
Daneben gibt es zahlreiche andere Störgrößen, die weitere Bahnkorrekturen und eine Lageregelung mit Leistungen um 20 m/s erfordern.
Dabei sind – bei einem geostationären Satelliten – für den Gravitationseinfluss von Erde und Mond 40–51 m/s pro Jahr notwendig, für den Strahlungsdruck der Sonne (Sonnenwind) bis zu 30 m/s pro Jahr, die sonstigen Störungen bleiben im einstelligen Bereich.
Bei manchen Missionen wird auch eine explizite Bahnänderung notwendig, wofür Systeme mit 1 bis einige km/s Antriebskapazität notwendig sind. Triebwerke für diese Aufgabe werden nicht wie Bahnkorrektur- und Lageregelungssysteme zu den Sekundär-, sondern wie die Triebwerke der Trägerrakete zu den Primärsystemen gerechnet.

## Bahngeschwindigkeiten von Kleinkörpern und Raumfahrtmissionen
Unter Kleinkörpern fasst man Asteroiden (Kleinplaneten), Kometen und Meteoroide zusammen. Die meisten Asteroiden laufen – als reguläre Objekte des Sonnensystems – auf kreisähnlichen Ellipsen wie die Planeten, wenngleich mit größeren Bahnneigungen. Daneben gibt es aber zahlreiche irreguläre Objekte auf stark exzentrischen Ellipsen und aperiodische Objekte auf Hyperbelbahnen. Wegen ihrer Kleinheit sind die meisten noch unentdeckt, und eine genaue Bahnbestimmung ist bei einmaliger Beobachtung oft nicht möglich.
Eine entscheidende Größe für die Herkunft dieser Körper ist die Fluchtgeschwindigkeit zur Sonne (beziehungsweise der Gesamtmasse des Sonnensystems). Diese liegt auf Höhe der Erdbahn bei 42 km/s, also etwa 150.000 km/h (dritte kosmische Geschwindigkeit), bis zur Sonnenoberfläche wächst sie auf 620 km/s (2,2 Mio. km/h) an. Alle Objekte, die schneller sind, verlassen das Sonnensystem, entweder durch starke Bahnstörungen, oder sie sind tatsächlich extrasolarer Herkunft. Die Fluchtgeschwindigkeit nimmt – nach eingangs genannten Formeln – mit {\displaystyle {\sqrt {r}}} als der Entfernung zur Sonne ab: So reicht den Voyager-Sonden, die inzwischen weit jenseits der Saturnbahn sind, eine Geschwindigkeit, die kleiner ist als die Umlaufgeschwindigkeit der Erde, um das Sonnensystem zu verlassen. Dafür ist aber ein eigener Antrieb notwendig, oder ein Geschwindigkeitsgewinn nach außen, wie er durch Swing-by-Manöver erreicht werden kann (die Voyagers wurden durch den Swing-by am Saturn um rund 18 km/s beschleunigt). Auch durch heftige Kollisionen können manche Kleinkörper das Sonnensystem verlassen.
Bei Erdbahnkreuzern, einschließlich Meteoren und Meteorströmen (Sternschnuppenschwärme), gibt man abweichend zum Obigen nicht eine baryzentrische Geschwindigkeit an, sondern die relevantere Relativgeschwindigkeit zur Erde. Je nach Eintreffwinkel zur Erdbahn haben diese Objekte Geschwindigkeiten zwischen 11,2 (Nachläufer) bis 72 km/s (Frontaltreffer).

## Bahngeschwindigkeiten von Kometen
Bei langgestreckten Kometenbahnen sind die Geschwindigkeiten äußerst unterschiedlich. Als Beispiel sei der Komet Halley genannt, dessen Ellipse mit 76 Jahren Umlaufzeit von innerhalb der Venusbahn bis jenseits des Neptun reicht. Im Perihel (0,59 AE) bewegt er sich mit 55 km/s, im Aphel (35 AE) nur mit 0,9 km/s, weshalb er jahrzehntelang jenseits der Saturnbahn verweilt und unbeobachtbar ist. Noch extremer sind „Jahrhundertkometen“ aus der Oort’schen Wolke, die von dort mit wenigen m/s Richtung Sonne driften können und sie schließlich (wie McNaught Anfang 2007) mit über 100 km/s umrunden.

## Beispiele
- Mittlere Bahngeschwindigkeit der Erde (um die Sonne/Baryzentrum des Sonnensystems): {\displaystyle v\approx 29{,}780\ \mathrm {km} /\mathrm {s} \approx 107\,000\,\mathrm {km} /\mathrm {h} \ \pm 1{,}7\,\%\ {\text{annual}}}
Zum Vergleich: Rotationsgeschwindigkeit an der Erdoberfläche am Äquator (zum Erdmittelpunkt):[8] {\displaystyle v_{\text{Beobachter}}\approx 460\ \mathrm {m} /\mathrm {s} \approx 1\,670\ \mathrm {km} /\mathrm {h} } – Geschwindigkeit des Beobachters am Äquator um die Sonne, also dieselbe wie die Erde ±1,7 % diurnal (täglich)
- Mittlere Bahngeschwindigkeit des Mondes (um den Erde-Mond-Schwerpunkt): {\displaystyle v\approx 1020\ \mathrm {m} /\mathrm {s} \approx 3670\ \mathrm {km} /\mathrm {h} \ \pm 5{,}5\,\%\ {\text{mensal}}}
Zum Vergleich: Umlaufgeschwindigkeit um die Sonne: dieselbe wie die Erde ± 3,4 % mensal (monatlich)
- Bahngeschwindigkeit der ISS (um die Erde): {\displaystyle v\approx 7\,770\mathrm {m} /\mathrm {s} \approx 28\,000\ \mathrm {km} /\mathrm {h} }
Zum Vergleich: Relativgeschwindigkeit (zum Beobachter auf der Erdoberfläche):[9] {\displaystyle v_{\text{Boden}}\approx 7\,500\mathrm {m} /\mathrm {s} \approx 27\,000\ \mathrm {km} /\mathrm {h} }
- Bahngeschwindigkeit der Voyager-1-Sonde (zur Sonne): {\displaystyle v\approx 17\,000\ \mathrm {m} /\mathrm {s} \approx 61\,400\ \mathrm {km} /\mathrm {h} }[10]
- Bahngeschwindigkeit des Kometen Tempel-Tuttle im Perihel (also um die Sonne): {\displaystyle v\approx 41\,600\ \mathrm {m} /\mathrm {s} \approx 150\,000\ \mathrm {km} /\mathrm {h} }
Zum Vergleich: Relativgeschwindigkeit der Leoniden, des von ihm erzeugten Meteorstroms, zur Erde: {\displaystyle v\approx 71\,000\ \mathrm {m} /\mathrm {s} \approx 255\,000\ \mathrm {km} /\mathrm {h} } – also 250-fache Schallgeschwindigkeit[11]
- Bahngeschwindigkeit des Sonnensystems (um das galaktische Zentrum):[12] {\displaystyle v\approx 250\,000\ \mathrm {m} /\mathrm {s} \approx 900\,000\ \mathrm {km} /\mathrm {h} }
Zum Vergleich: Bahngeschwindigkeit der Erde um das galaktische Zentrum: dieselbe wie Sonne ±12 % annual (jährlich)